# Scholion
Een scholion (Oudgrieks: σχόλιον, schólion, meervoud: σχόλια, schólia, Latijn: scholium) was een kanttekening in Griekse en Latijnse handschriften.
Zulke aantekeningen of scholia bevatten kritische opmerkingen, verklaringen van moeilijke plaatsen, enzovoorts. Het waren oorspronkelijk vooral uittreksels uit de werken van Alexandrijnse geleerden. Zij werden bij het kopiëren van het handschrift dikwijls mee overgeschreven en daarbij vaak ook gewijzigd en vermeerderd. Het woord σχόλιον komt voor het eerst bij Cicero voor. Het gebruik werd in het tijdvak van Augustus voor het eerst door Didymus ingevoerd en nam in de volgende eeuwen steeds meer toe, naarmate men de beoefening van de grotere kritische en exegetische werken van de Alexandrijnse geleerden verwaarloosde en zich slechts hield aan de daaruit getrokken scholia. Het vervaardigen van scholia bleef duren tot in de 15e eeuw.
De schrijvers van de nog bestaande scholia zijn zo goed als onbekend, in het bijzonder van de Griekse scholia. De scholia werden geschreven in de klassieke oudheid en in de tijd van het Byzantijnse Rijk.
Het belangrijkste en uitvoerigste zijn de scholia op Homerus, Hesiodos, Pindarus, Sophocles, Aristophanes, Apollonius Rhodius, Aratus, Nicander en Theocritus. Onder de Romeinse schrijvers zijn het de scholia op Plautus, Terentius, Horatius, Persius en Juvenalis. De belangrijkste Latijnse scholiasten waren Donatus, Probus en Servius. Minder belangrijk zijn de scholia op Aeschylus, Euripides, de Anthologia Graeca, Callimachus, Plato, Thucydides, Demosthenes en Aeschines.